# NGC 2848
NGC 2848 is een balkspiraalstelsel in het sterrenbeeld Waterslang. Het hemelobject werd op 31 december 1785 ontdekt door de Duits-Britse astronoom William Herschel.

## Synoniemen
- MCG -3-24-7
- UGCA 160
- IRAS 09178-1618
- PGC 26404